# 393. Infanterie-Division (Wehrmacht)
La 393. Infanterie-Division fu una divisione dell'esercito tedesco attiva durante la seconda guerra mondiale che venne creata nel marzo 1940 e fu sciolta nell'agosto dello stesso anno.

## Storia
La divisione fu costituita il 10 marzo 1940 a Varsavia, le reclute erano principalmente coscritti anziani. Dopo la fine della Campagna di Francia e della resa francese ricevette l'ordine di spostarsi dalla Polonia in Germania e fu sciolta il 1º agosto 1940; ognuno dei 3 reggimenti della divisione formò un battaglione per la guardia dei prigionieri di guerra.

## Ordine di battaglia
- Infanterie-Regiment 659
- Infanterie-Regiment 660
- Infanterie-Regiment 661
- Kanonen-Batterie 393
- Aufklärungs-Schwadron 393
- Nachrichten-Kompanie 393
- Divisions-Nachschubführer 393[1]

## Comandanti
- Generalmajor Theodor von Wrede (10 marzo 1940 - 16 maggio 1940)
- Generalmajor Karl von Oven (16 maggio 1940 - 1º agosto 1940)